# Acrotocepheus consimilis
Acrotocepheus consimilis är en kvalsterart som beskrevs av Balogh 1970. Acrotocepheus consimilis ingår i släktet Acrotocepheus och familjen Otocepheidae. Inga underarter finns listade i Catalogue of Life.